# Abraham von Schönberg
Abraham von Schönberg (* 11. März 1640 in Freiberg; † 4. November 1711 ebenda) war ein sächsischer Staatsmann, Oberberghauptmann und Reformer von Bergbau und Hüttenwesen in Kursachsen.

## Leben
Abraham von Schönberg entstammte dem alten Adelsgeschlecht derer von Schönberg und war der Sohn des Rittmeisters Abraham von Schönberg auf Frauenstein und Rechenberg und der Anna Maria, geborene von Bünau († 1667). Abraham war das jüngste von acht Geschwistern und kam in Freiberg zur Welt, wohin seine Mutter mit den Kindern vor den Kriegswirren aus Frauenstein geflohen war. Sein Vater starb noch vor seiner Geburt, so dass er unter die Vormundschaft von Nicol von Schönberg kam.
Abraham von Schönberg wuchs in ärmlichen Verhältnissen auf; der Besitz der Familie war zwischen 1632 und 1634 von den kaiserlichen Truppen und 1639 durch die Schweden geplündert und niedergebrannt worden. Schönberg erlebte die zweimonatige schwedische Belagerung Freibergs durch General Torstensson. 1647 konnte die Mutter die Güter Frauenstein und Rechenberg verkaufen und war nicht mehr auf Unterstützung der Verwandtschaft angewiesen. Im selben Jahre nahm ihn sein Vormund zu sich nach Oberschöna. Bis zur Aufnahme seines Studiums lebte Abraham von Schönberg bei seinem Vormund Nicol von Schönberg, der von 1644 bis 1650 als Kriegskommissar des Erzgebirges und ab 1651 als Amtshauptmann zu Lauterstein und Wolkenstein wirkte.
1656 wurde von Schönberg an der Universität Jena immatrikuliert und setzte ab 1659 an der Universität Wittenberg seine Studien der Staatswissenschaften, Philosophie und Rechte fort. Im Anschluss an das Studium ging er auf Kavalierstour und erhielt danach eine Ausbildung im Bergfach in den Bergrevieren Annaberg und Schneeberg. Nach seiner Ernennung zum Bergkommissionsrat war von Schönberg im sächsischen Bergstaat tätig und organisierte die Wiederbelebung des seit dem Dreißigjährigen Krieg zusammengebrochenen Bergbaus.  Zu den Verantwortlichkeiten von Schönbergs gehörte unter anderem das 1667 durch Kurfürst Johann Georg II. erlassene Mandat über die Fertigung von Grubenrissen, das die Bergwerke zur Risshaltung und Hinterlegung eines Grubenrisses beim Oberbergamt verpflichtete. Zur Unterbringung der Risse ließ er 1679 das Haus des verstorbenen Freiberger Zehntners Friedrich Schönlebe als Bergamtshaus ankaufen und darin ein oberbergamtliches Rissarchiv einrichten.
Am 11. April 1668 wurde er zum Vizeberghauptmann und zwei Jahre später zum Berghauptmann und Amtshauptmann in Freiberg und Grillenburg ernannt. 1669 heiratete er Agnes von Schönberg (1647–1693), die Tochter von Hanns Georg von Schönberg auf Wingendorf und Oberschöna, mit der er zwei Kinder hatte, Maria Margaretha (1676–1677) und Johannes Abraham (1678–1680).
Im Herbst 1670 erkrankte von Schönberg an einer fortschreitenden Muskellähmung in den Oberschenkeln, die er durch mehrmalige Kuraufenthalte in Karlsbad zu lindern suchte. Nachdem am 1. September 1676 der Oberberghauptmann Caspar von Schönberg verstorben war, wurde Abraham von Schönberg eine Woche später dessen Amtsnachfolger. 1681 übernahm er auch die Funktion des Kreishauptmanns des Erzgebirgischen Kreises.
Von Schönberg entwarf 1675 eine neue Bergordnung für Kursachsen, deren Einführung von den Ständen wegen des Ausbaus der Berggerichtsbarkeit verhindert wurde. Daraufhin publizierte er 1693 seine Ausführliche Berginformation bey dem Berg- und Schmeltzwesen, deren Inhalt in wesentlichen Teilen aus seinem Entwurf zur Bergordnung stammte. Nach dem Tod seiner Frau Agnes heiratete er 1694 Eleonora von Ende, eine verwitwete von Neitzschütz (1658–1702), die das Rittergut Borthen in die kinderlos gebliebene Ehe einbrachte. Ab 1697 war von Schönberg durch die Lähmung ans Krankenbett gefesselt, von dem aus er seine Amtsgeschäfte weiterführte.
Zu seinen Erfolgen gehörte die 1702 in Freiberg gegründete Bergstipendienkasse zur Finanzierung einer fundierten Ausbildung bergmännischer Fachleute, die einen Vorgänger  der Bergakademie Freiberg darstellt. Nachdem auch seine zweite Frau verstorben war, heiratete Abraham von Schönberg 1703 zum dritten Mal, Auguste Christine von Thümen († 1730). Auch diese Ehe blieb ohne Nachkommen.
1710 entstand nach seinen Plänen die Generalschmelzadministration zu Freiberg. Zusammen mit Ehrenfried Walther von Tschirnhaus, Johann Friedrich Böttger und Gottfried Pabst von Ohain arbeitete von Schönberg an der Entwicklung eines Verfahrens zur Porzellanherstellung aus Kaolinerde. Sein Nachfolger als sächsischer Oberberghauptmann war Hans Carl von Carlowitz.
Nach seinem Tode verlas Superintendent Christian Lehmann nach dem Wunsch des Verstorbenen eine von Schönberg verfasste Autobiographie, durch die viele Informationen aus Schönbergs Leben bis heute überliefert sind. Sein Grabmal befindet sich im Kreuzgang des Domes zu Freiberg. Mit seinem Tode erlosch die Frauensteiner Linie der Schönberger.
Abraham von Schönberg hatte fünf Schwestern und zwei Brüder. Seine Schwester Agnes Eleonore heiratete Heinrich Haubold von Einsiedel, und Catharina Sybilla war die Ehefrau des Wittenberger Hofrichtes Christian von Loss. Sein Bruder Caspar Abraham von Schönberg († 1703) wirkte als Kanzler in Sachsen-Weißenfels.

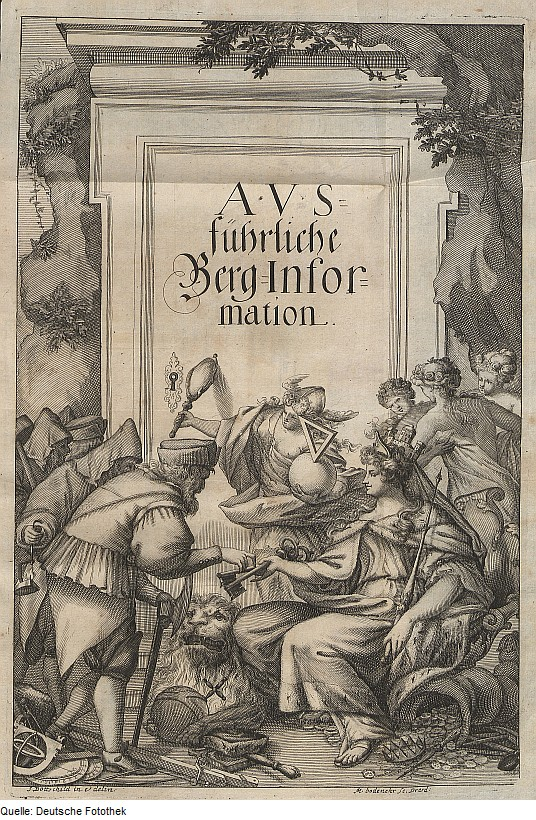
Abraham von Schönberg: Ausführliche Berg-Information, Zur dienlichen Nachricht vor Alle, Die Bey dem Berg- und Schmeltzwesen zu schaffen. Fleischer, Leipzig 1693

## Werke
- Entwurf zu einer neuen Bergordnung für das Kurfürstentum Sachsen, mit Gutachten und Gegengutachten, 1675–1689
- Ausführliche Berg-Information, Zur dienlichen Nachricht vor Alle, Die Bey dem Berg- und Schmeltzwesen zu schaffen. Fleischer, Leipzig 1693. (Digitalisat und Volltext im Deutschen Textarchiv) (Digitalisat ETH)
- Christianum Berwardum / Abraham von Schönberg: Redens-Arten bey Berg-Wercken und Schmeltz-Wercken, Fleischer, Leipzig 1693